# Историко-географски области в Гърция
Регионите на Гърция са традиционни (до 1987 г. преди административната реформа са и официални административни ) подразделяния на Гърция на основата на сложилите се историко-географски области попадащи на територията на Гърция.
Въпреки замяната им на официално ниво с новите административни единици на периферията – областите, регионите са все още в широка употреба, особено в неофициален контекст и във всекидневния дискурс. В Гърция има девет региона , шест континентални и три островни групи. От шестте континентални, половината са само частично в Гърция – Тракия, Македония и Епир.
През 2011 г. гръцките области, заменили регионите, са 13 – девет на континента и четири, обхващащи гръцките острови. Областите се разделят на 54 нома.

## Области
1. Тракия
2. Македония
3. Егейски острови
4. Епир
5. Йонийски острови
6. Крит
7. Пелопонес
8. Централна Гърция
9. Тесалия